# Al-Jathiya
 Al-Jathiya  “ O Genuflexo ” (do árabe:  سورة الجاثية ) é a quadregésima quinta sura do Alcorão e tem 37 ayats.